# Adam Gibson
Adam Matthew Gibson (Launceston, 30 ottobre 1986) è un ex cestista australiano.

## Carriera
Con l'Australia ha disputato i Giochi olimpici di Londra 2012 e due edizioni dei Campionati mondiali (2010, 2014).